# Blick auf Venedig
Blick auf Venedig ist ein Hörspiel von Günter Eich, das in zwei Versionen existiert.

## Inszenierungen 1952
Am 27. Mai 1952 sendete der SWF die Fassung unter der Regie von Christian Boehme.
Inhalt
Der am 4. Februar 1912 blind geborene Bettler Emilio Ratazzi steht allein da. Er wohnt in Venedig bei dem Polizisten Anselmo und dessen Frau in der ehemaligen Wohnung seiner verstorbenen Eltern in der Rughetta Bernardo 13 zur Miete. Emilio bettelt musizierend am Lido. Der deutsche Prof. Dr. Masch sorgt für eine Augen-Operation in Padua. Emilio kann sehen und muss alsbald eine Stellung finden. Niemand in Venedig will einen 40-jährigen Körbeflechter, Straßenmusikanten oder Stenotypisten. In seiner Not leiht Emilio sich von Anselmo Geld und muss dem Polizisten die Miete schuldig bleiben. Emilio sehnt sich so sehr nach seiner geliebten Gaspara. Aber die 30-jährige Köchin sei nach Neapel gegangen.
Schließlich begreift Emilio, niemand wird ihn jemals beschäftigen. Also stellt er sich blind und bettelt am Lido weiter.  Prof. Dr. Masch taucht auf und schlägt Emilio mit einer Moralpredigt in die Flucht. Nur Gaspara könnte noch helfen. Auf der Suche nach Gasparas neuer Anschrift betritt er beherzt die Küche des Hotels Grande Italia. Das ist Gaspara ehemalige Arbeitsstelle. Aber Gaspara arbeitet noch dort. Emilio sieht, die Frau hat ein abgrundtief hässliches Gesicht. Als Emilio nach Padua zur Augen-Operation ging, hatte Gaspara die Neapel-Lüge erfunden.
Emilio sieht für sich keine Zukunft, schießt sich mit Anselmos Dienstpistole in den Kopf, überlebt, bleibt jedoch für immer blind. Günter Eich offeriert ein wunderschönes Happy End. Gaspara präsentiert dem ewigen Bettelmusikanten Emilio den gemeinsamen zehn Wochen alten Sohn. Das Kind kann sehen und ist kein bisschen hässlich.
Weitere Einzelheiten
Für die SWF-Inszenierung schrieb Hans Peter Haller die Musik. Hanns Bernhardt sprach den Emilio, Dagmar Altrichter die Gaspara, Wolfgang Golisch den Anselmo und Franz Everth den Prof. Masch.
Das Hörspiel wurde am 28. Mai 1952 im „Evangelischen Pressedienst/Kirche und Rundfunk“ unter dem Titel „Lohnt es sich eigentlich?“ besprochen. Wagner führt noch Rezensionen von Hans Georg Bonte und O. W. Studtmann aus demselben Jahr auf.
Christian Boehme hatte in Günter Eichs Text eingegriffen. Hingegen die NWDR-Neuproduktion unter der Regie von Gustav Burmester, am 22. Juli 1952 gesendet, folgt dem Original-Text.

## Inszenierung 1960
Am 27. April 1960 sendeten der NDR und der BR die Fassung unter der Regie von Fritz Schröder-Jahn.
Inhalt
Günter Eich nimmt den blinden Bettler Benedetto in seine Zweitfassung hinein und lässt den moralisierenden deutschen Professor weg. Benedetto und der am 4. Februar 1920 geborene Emilio leben zusammen mit Gaspara in deren Haus in Venedig. In ihrer freien Zeit versuchen sich die drei Blinden an einem Projekt Benedettos – eine neuartige Blindensprache, so zwischen Venezianisch und Suaheli, die ganz auf Verben des Sehens verzichten möchte. Die Harmonie der drei blinden Sprachforscher geht in die Brüche, nachdem sich Emilio in der Universitätsklinik Padua erfolgreich hat operieren lassen. Der sehend gewordene Telefonist Emilio wird von dem Direktor des Hotels „Zur Lagune“ nach knapp zwanzig Jahren entlassen. Ein neuer blinder Telefonist wartet schon. Als Emilio keine Stellung bekommt, lernt ihn Benedetto als „blinden“ Bettler an.
Gaspara ist glücklich, als ihr Emilio versichert, sie sei sehr hübsch. Doch dem Polizisten Anselmo gesteht er, die Frau sei hässlich. Emilio zieht aus. Das Zusammenleben zweier Männer mit einer Frau ist ein öffentliches Ärgernis. Emilio lässt sich vor Benedetto verleugnen. Er habe einen Job auf Sizilien gefunden, lässt er ausrichten. Emilio schießt sich mit Anselmos Dienstwaffe in den Kopf und erblindet für immer. Das Leben zu dritt in Gasparas Behausung kann mit Sprachstudien weitergehen. Günter Eich erspart dem Hörer das Happy End mit dem kerngesunden Kleinstkind.
Weitere Einzelheiten
Für die NDR/BR-Inszenierung schrieb Johannes Aschenbrenner die Musik. Horst Frank sprach den Emilio, Gustl Halenke die Gaspara und Walter Richter den Benedetto.
Wagner nennt Rezensionen von Diehl, Friedhelm Baukloh und Klaus Colberg aus dem Jahr 1960.
Heinz Schwitzke habe Günter Eich zu der zweiten Version ermuntert.

## Rezeption
- Karst zitiert zur Zweitfassung aus dem „Evangelischen Pressedienst/Kirche und Rundfunk“: „Günter Eich hätte sein neues Hörspiel anders nennen sollen, denn es ist ein neues Hörspiel,...“[9]
- Höllerer lobt die Poesie in der Hörspiel-Prosa der Stücke „Blick auf Venedig“ und „Die Andere und ich“. Wie weiland Büchner fange Günter Eich Gestik in seiner Sprache ein.[10]
- Piontek spricht die dem Stück innewohnenden Bitternisse und ihre Darstellung ganz „ohne reißerischen Effekt“[11] an: Durch „das »Geschenk« der Medizin in tiefstes soziales und seelisches Elend“[12] gestürzt, kapituliert Emilio, sehend geworden, auf der Suche nach Arbeit letztendlich vor der „lähmenden Mechanik des Staatsapparates“[13].
- Oppermann befasst sich mit einer ins Auge springenden Divergenz der beiden Fassungen: Das vorhandene/fehlende finale Glücksgefühl Emilios.[14] Des Weiteren lasse der Lyriker Günter Eich das „Mißtrauen in das Sichtbare“[15] erkennen und verhandele über die Unzulänglichkeit des Werkzeuges Sprache.[16]
- Seit „Sabeth“ schon und so auch hier sinniere Günter Eich „über Sprache und Wirklichkeit“.[17]
- Ein Mangel (fehlende Sehfähigkeit) werde – für manchen Sehenden schwer verständlich – als Positivum herausgestellt.[18]
- Der Autor artikuliere seine Sympathie mit Außenseitern der Gesellschaft[19] und favorisiere das Kartieren von Sprachlandschaften[20].

### Ausgaben
- Günter Eich: In anderen Sprachen. Vier Hörspiele: Meine sieben jungen Freunde. Die Stunde des Huflattichs. Blick auf Venedig. Man bittet zu läuten. Suhrkamp (Bibliothek Suhrkamp), Frankfurt am Main 1964. 223 Seiten
- Günter Eich: Fünfzehn Hörspiele. (Geh nicht nach El Kuwehd. Träume. Sabeth. Die Andere und ich. Blick auf Venedig. Der Tiger Jussuf. Meine sieben jungen Freunde. Die Mädchen aus Viterbo. Das Jahr Lazertis. Zinngeschrei. Die Stunde des Huflattichs. Die Brandung vor Setúbal. Allah hat hundert Namen. Festianus, Märtyrer. Man bittet zu läuten) Suhrkamp, Frankfurt am Main 1966 (Reihe: Die Bücher der Neunzehn, Bd. 136), 598 Seiten

### Verwendete Ausgaben
- Günter Eich: Blick auf Venedig (I) (1952). S. 637–671 in: Karl Karst (Hrsg.): Günter Eich. Die Hörspiele 1. in: Gesammelte Werke in vier Bänden. Revidierte Ausgabe. Band II. Suhrkamp, Frankfurt am Main 1991, ohne ISBN
- Günter Eich: Blick auf Venedig (II) (1960). S. 623–664 in: Karl Karst (Hrsg.): Günter Eich. Die Hörspiele 2. in: Gesammelte Werke in vier Bänden. Revidierte Ausgabe. Band III. Suhrkamp, Frankfurt am Main 1991, ohne ISBN

### Sekundärliteratur
- Heinz Schwitzke (Hrsg.): Reclams Hörspielführer. Unter Mitarbeit von Franz Hiesel, Werner Klippert, Jürgen Tomm. Reclam, Stuttgart 1969, ohne ISBN, 671 Seiten
- Walter Höllerer: Rede auf den Preisträger. (1959) S. 38–52 in Susanne Müller-Hanpft (Hrsg.): Über Günter Eich. Suhrkamp, Frankfurt am Main 1970 (edition suhrkamp 402), 158 Seiten, ohne ISBN
- Heinz Piontek: Anruf und Verzauberung. Das Hörspielwerk Günter Eichs. (1955) S. 112–122 in Susanne Müller-Hanpft (Hrsg.): Über Günter Eich. Suhrkamp, Frankfurt am Main 1970 (edition suhrkamp 402), 158 Seiten, ohne ISBN
- Michael Oppermann: Innere und äußere Wirklichkeit im Hörspielwerk Günter Eichs. Diss. Universität Hamburg 1989, Verlag Reinhard Fischer, München 1990, ISBN 3-88927-070-0
- Sabine Alber: Der Ort im freien Fall. Günter Eichs Maulwürfe im Kontext des Gesamtwerkes. Diss. Technische Universität Berlin 1992. Verlag Peter Lang, Frankfurt am Main 1992 (Europäische Hochschulschriften. Reihe I, Deutsche Sprache und Literatur, Bd. 1329), ISBN 3-631-45070-2
- Sigurd Martin: Die Auren des Wort-Bildes. Günter Eichs Maulwurf-Poetik und die Theorie des versehenden Lesens. Diss. Universität Frankfurt am Main 1994. Röhrig Universitätsverlag, St. Ingbert 1995 (Mannheimer Studien zur Literatur- und Kulturwissenschaft, Bd. 3), ISBN 3-86110-057-6
- Hans-Ulrich Wagner: Günter Eich und der Rundfunk. Essay und Dokumentation. Verlag für Berlin-Brandenburg, Potsdam 1999, ISBN 3-932981-46-4 (Veröffentlichungen des Deutschen Rundfunkarchivs; Bd. 27)